# Диковини
Дико́вини — село в Україні, у Берестечківській громаді Луцького району Волинської області. Населення становить 323 осіб.

## Історія
У 1906 році село Берестецької волості Дубенського повіту Волинської губернії. Відстань від повітового міста 67 верст, від волості 12. Дворів 51, мешканців 440.
12 червня 2020 року, відповідно до розпорядження Кабінету Міністрів України № 708-р «Про визначення адміністративних центрів та затвердження територій територіальних громад Волинської області», село увійшло у склад Берестечківської міської громади.
19 липня 2020 року, в результаті адміністративно-територіальної реформи та ліквідації Горохівського району, село увійшло до складу новоутвореного Луцького району.

## Населення
Згідно з переписом УРСР 1989 року чисельність наявного населення села становила 390 осіб, з яких 177 чоловіків та 213 жінок.
За переписом населення України 2001 року в селі мешкала 321 особа.

### Мова
Розподіл населення за рідною мовою за даними перепису 2001 року:
| Мова       | Відсоток |
| ---------- | -------- |
| українська | 99,38 %  |
| російська  | 0,62 %   |

### Релігія
У лютому 2019 року релігійна громада села вийшла з підпорядкування УПЦ Московського патріархату і приєдналася до Волинської єпархії ПЦУ.

## Постаті
- Дідух Володимир Федорович (* 1955) — завідувач кафедри Луцького національного технічного університету, доктор технічних наук, професор, заслужений діяч науки і техніки України.[8]